# Хигасино, Кэйго
Кэйго Хигасино (яп. 東野 圭吾 Хигасино Кэйго, род 4 февраля 1958 года, Осака) — японский писатель, в основном известный благодаря своим детективным романам. Являлся 13-м президентом Клуба японских детективных писателей. В 1985 году выиграл 31-ю премию Эдогавы Рампо за роман «После уроков».

## Биография
Кэйго вырос в рабочем районе Осаки, его детство было трудным, поскольку в семье не хватало денег.
Окончив университет префектуры Осака по специальности электротехника и получив степень бакалавра инженерных наук, c 1981 года Хигасино начинает писать романы, при этом продолжая работать инженером в Nippon Denso Co. В 1985 году, в возрасте 27 лет, благодаря своему роману Hōkago («После уроков») он выиграл премию Эдогавы Рампо, которая вручается ежегодно за лучшую неопубликованную детективную работу. Впоследствии он оставил прежнюю работу и начал карьеру писателя в Токио.
14 лет спустя, в 1999 году, Хигасино получил премию Клуба японских детективных писателей за роман «Наоко». В 2006 году он выиграл 134-ю премию имени Сандзюго Наоки за произведение «Жертва подозреваемого X» (Yōgisha X no Kenshin), которое было переведено на русский и выпущено издательством «Истари комикс» в 2019 году. До победы его работы номинировались пять раз. Кроме того, этому роману досталась 6-я премия Honkaku Mystery Award, а также первая строчка в рейтингах Kono Mystery ga Sugoi! 2006 и 2006 Honkaku Mystery Best 10 — ежегодных путеводителей по классическим детективам, издающимся в Японии.
Английский перевод «Жертвы подозреваемого X» был номинирован на премию Эдгара Аллана По в 2012 году и тогда же на премию «Барри» за Лучший дебютный роман.
Кэйго Хигасино пишет не только детективные романы, но и эссе, сборники рассказов для детей. При этом стиль написания разнится с его детективами, а самому автору, в принципе, нет необходимости вводить уйму персонажей, как в романах.

## Произведения, изданные на русском
В 2007—2008 годах издательство Иностранка выпустило две книги автора с переводом Дмитрия Рагозина в рамках серии «Лекарство от скуки»: «Жертва подозреваемого X» (2007) и «Сыщик Галилей» (2008).
За публикацию серии книг про полицейского Кусанаги и его гениального друга-физика по прозвищу Галилей взялось издательство «Истари комикс» в 2018 году в рамках импринта Ortu Solus:
- «Детектив Галилей» (Tantei Galileo), перевод Дмитрия Рагозина, 2018 год[4] (на титульном листе первого издания осталось слово «сыщик»)
- «Вещие сны» (Yochimu), перевод Дмитрия Коваленина, 2018 год[5]
- «Жертва подозреваемого X» (Yōgisha X no Kenshin), перевод Дмитрия Рагозина, 2019 год[6]
- «Муки Галилея» (Galileo no Kunō), 2020 год[7]
- «Спасение святой» (Seijo no Kyūsai), 2022 год[8]
- «Летнее Уравнение» (Manatsu no Hōteishiki), 2023 год[9]
- «Шутовские Иллюзии» (Kyozou no Doukeshi), 2025 год[10]

В 2023 вышла книга «Убийство в городе без имени» от издательства Inspiria.
В 2024 году вышла книга «Магазин чудес "Намия"» от издательства АСТ.